# Alfredo Vladimir Bonfil
Alfredo Vladimir Bonfil är en ort i Mexiko.   Den ligger i kommunen San Lucas Ojitlán och delstaten Oaxaca, i den sydöstra delen av landet, 300 km sydost om huvudstaden Mexico City. Alfredo Vladimir Bonfil ligger 90 meter över havet och antalet invånare är 142.
Terrängen runt Alfredo Vladimir Bonfil är platt norrut, men söderut är den kuperad. Runt Alfredo Vladimir Bonfil är det ganska glesbefolkat, med 39 invånare per kvadratkilometer. Närmaste större samhälle är San Lucas Ojitlán, 2,9 km nordost om Alfredo Vladimir Bonfil. Trakten runt Alfredo Vladimir Bonfil består huvudsakligen av våtmarker.